# Myloplus sennaebragai
Myloplus sennaebragai es una especie de pez de la familia Serrasalmidae en el orden de los Characiformes.

## Morfología
Los machos pueden llegar alcanzar los 25 cm de longitud total.

## Hábitat
Vive en zonas de clima tropical.

## Distribución geográfica
Se encuentran en Sudamérica:  cuenca del río Amazonas.